# Distretto di Amolatar
Il distretto di Amolatar è un distretto dell'Uganda, situato nella Regione settentrionale.